# Medinilla elegans
Espèce
Medinilla elegans est une espèce de plantes à fleurs de la famille des Melastomataceae. C'est une plante épiphyte originaire des régions tropicales humide des Philippines (Mindanao).